# Beata Nehring
Beata Wanda Nehring z domu Witaczek (ur. 13 stycznia 1932, zm. 4 grudnia 2009) – architekt wnętrz, malarka, grafik.
Ukończyła studia na Akademii Sztuk Pięknych w Warszawie oraz w Państwowej Wyższej Szkole Sztuk Plastycznych we Wrocławiu.
W latach  70. XX w. tworzyła głównie barwne domy rysowane tuszem i akwarelą oraz ilustracje do książek dla dzieci. W latach 80. i 90. XX w. malowała obrazy abstrakcyjne techniką akwarelową, kredkami,  na szkle oraz eksperymentowała z monotypią.
W latach 90.  XX w. jej prace wzbogaciły się o nowy element. Do płaszczyzn barwnych ujętych w geometryczne formy doszły wytłaczane w papierze suche odciski płyt, przypominające suchoryty. W pracach z tego okresu pojawiły się również kolaże – wycinki z kolorowych papierów naklejane na powierzchnię odbitki. Równolegle w tym czasie powstawały serie monotypii, które wykonywała do 2004 roku.

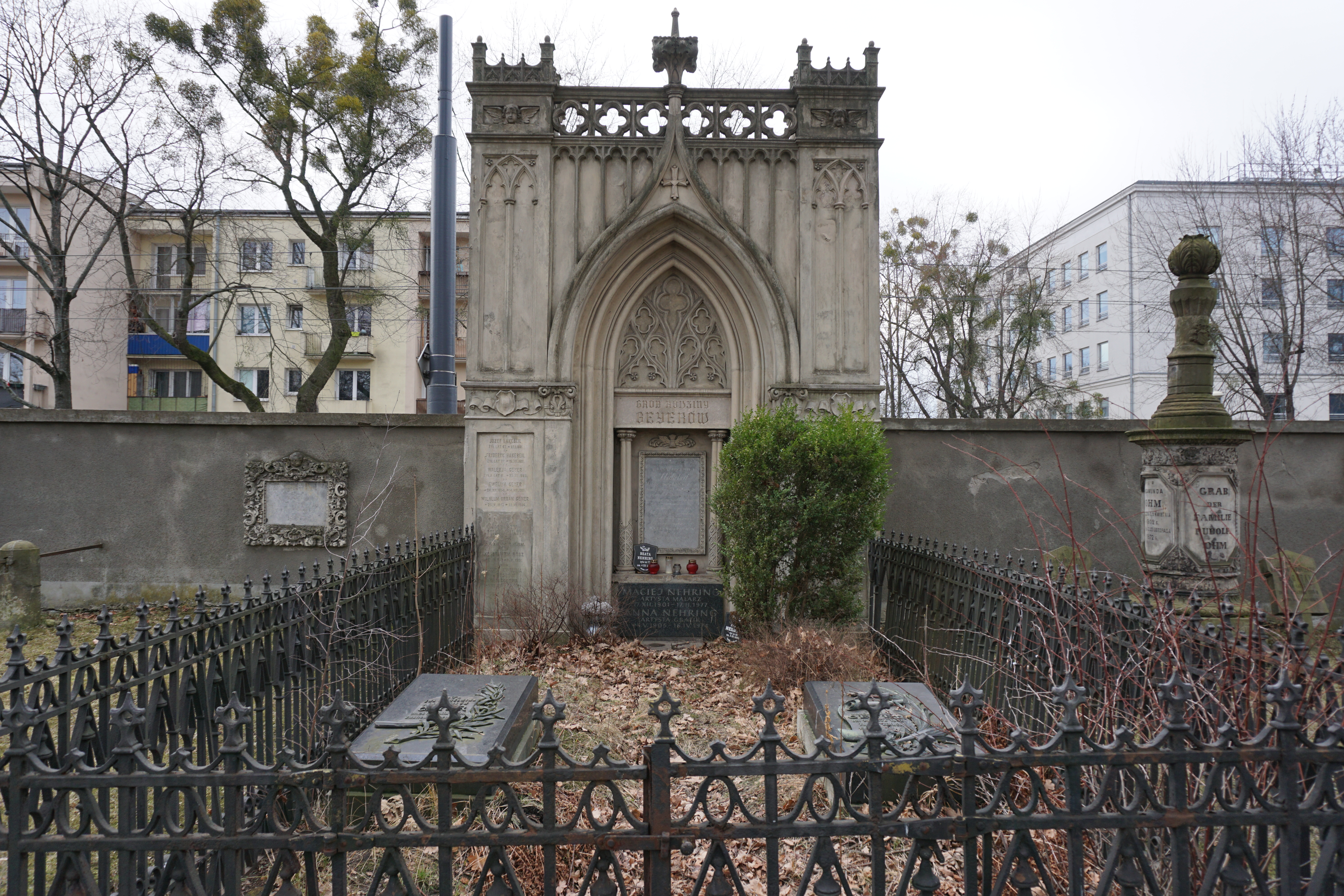
Grób Nehringów na cmentarzu ewangelicko-augsburskim w Warszawie

Pochowana na cmentarzu ewangelicko-augsburskim w Warszawie (aleja 2, grób 4).

## Wystawy
1971 r. – wystawa „Propozycje”, Kordegarda (Warszawa) – projekty mebli oraz dekoracji wnętrz przygotowane wspólnie z mężem, Andrzejem Nehringiem; 
1973 r. – wystawa zbiorowa, Zachęta (Warszawa); 
1973 r. – wystawa zbiorowa – Malarze Polski, Artist Union Galery, Sofia, Bułgaria; 
1975 r. – wystawa zbiorowa, Kauvola, Finlandia; 1976 r. wystawa z Ewą Wershler, Mobel Lang Gallery, Basel, Belgia; 
1977 r. – wystawa indywidualna; Wulff Gallery, Nowy Jork; 
1978 r. – wystawa indywidualna w The Strand Gallery, Londyn, Anglia; 
1979 r. – wystawa indywidualna, Galerie Sisley, Bruksela, Belgia; 
1980 r. – wystawa indywidualna, Danmarks Kunstforemingen Galerie, Kopenhaga, Dania; 
1982 r. – wystawa indywidualna, Danske Architekters Landsforbund, Kopenhaga, Dania; 
1983 r. – wystawa indywidualna, Brahem Galerie, Turku, Finlandia; 1984 r. - wystawa indywidualna, Galerie de Gauden Real, Antwerpia, Belgia; 
1984 r. – wystawa indywidualna, Electrum Galerie, Arnhem, Holandia; 
1987 r. – wystawa z M. Maszkiewicz, Electrum Galerie, Arnhem, Holandia; 
1988 r. – wystawa zbiorowa, Galerie of Centre, Bristol, Wielka Brytania; 
1989 r. – wystawa indywidualna, Antwerpia, Belgia; 
1989 r. – wystawa zbiorowa, „International Impressions”, Georgia Museum of Art., USA; 
1990 r. – wystawa zbiorowa, Centrum Kultury, Wegimont, Belgia; 1990 r. - wystawa indywidualna, „Painterly Prints”, Południowa Walia, Wielka Brytania; 
1990 r. – wystawa indywidualna, „Making Links”, Georgia, USA; 
1991 r. – wystawa zbiorowa, „Open Door Days”, Kastelle, Belgia; 
1991 r. – wystawa indywidualna, „Micro Art.” w Galeria Art, Warszawa, Polska; 
1992 r. – wystawa indywidualna, Galerie de Vegimont, Varviers, Belgia; 
1992 r. – wystawa zbiorowa, “Polscy graficy”, Antwerpia, Belgia; 
1992 r. – wystawa indywidualna, Zoller Gallery, The Pensylwania State University, USA; 
1993 r. – wystawa indywidualna, “Monotypes 1989-1993”, Kastelle, Belgia.